# Balogh József (költő, 1797–1884)
Almási Balogh József (Nagybarca, 1797. december 23. – Budapest, 1884. március 9.) költő, ügyvéd.

## Élete
Apja Balogh Mózes, nagybarcai református lelkész, anyja Kökényesdy Erzsébet volt. 1797. december 28-án keresztelték. Almási Balogh Pál és Balogh Sámuel öccse, Somssich Pál ifjúkori nevelője és több mint fél évszázadon keresztül, mindvégig legjobb barátja volt. De quadratura circuli cimű klasszikus latinsággal írt munkájával keltett feltűnést. Életének végén visszavonultságban élt a Somssich család körében. A Budapesti Hírlapban megjelent nekrológja egy kor mentoraként jellemzi. Több hónapig tartó betegség után hunyt el 1884. március 9-én. Örök nyugalomra helyezték 1884. március 11-én délután a református egyház szertartása szerint a Kerepesi úti temetőben.

## Munkái
- A két szerelmes pásztor. Magyar rege Árpád idejéből. Pest, 1829.
- De quadratura circuli. Pest, 1858.

## Az almási Balogh-család
Források:
|                                 |                                 |                                 |                                 |                                   |                                   |                                   |                                   |                                   |                                   |                                  |                                  |                                                                |                                                                |                                                                |                                                                |                                                                |                                                                |                            |                            |                            |                            |  |  | Balogh Dávid (?–1810 k.)                     |                                              |                                              |                                              |                                               |                                               |                                               |                                               |                                                  |                                                  |                                                  |                                                  |                                                  |                                                  |                                     |                                     |                                     |                                     |  |  |                                           |                                           |                                           |                                           |                                           |                                           |  |  |  |  |  |  |  |  |  |  |  |  |  |  |  |  |  |  |  |  |  |  |  |  |  |  |  |  |  |  |
|                                 |                                 |                                 |                                 |                                   |                                   |                                   |                                   |                                   |                                   |                                  |                                  |                                                                |                                                                |                                                                |                                                                |                                                                |                                                                |                            |                            |                            |                            |  |  |                                              |                                              |                                              |                                              |                                               |                                               |                                               |                                               |                                                  |                                                  |                                                  |                                                  |                                                  |                                                  |                                     |                                     |                                     |                                     |  |  |                                           |                                           |                                           |                                           |                                           |                                           |  |  |  |  |  |  |  |  |  |  |  |  |  |  |  |  |  |  |  |  |  |  |  |  |  |  |  |  |  |  |
|                                 |                                 |                                 |                                 |                                   |                                   |                                   |                                   |                                   |                                   |                                  |                                  |                                                                |                                                                |                                                                |                                                                |                                                                |                                                                |                            |                            |                            |                            |  |  |                                              |                                              |                                              |                                              |                                               |                                               |                                               |                                               |                                                  |                                                  |                                                  |                                                  |                                                  |                                                  |                                     |                                     |                                     |                                     |  |  |                                           |                                           |                                           |                                           |                                           |                                           |  |  |  |  |  |  |  |  |  |  |  |  |  |  |  |  |  |  |  |  |  |  |  |  |  |  |  |  |  |  |
|                                 |                                 |                                 |                                 |                                   |                                   |                                   |                                   |                                   |                                   |                                  |                                  |                                                                |                                                                |                                                                |                                                                | Balogh Mózes (?–1809 után)                                     | Balogh Mózes (?–1809 után)                                     | Balogh Mózes (?–1809 után) | Balogh Mózes (?–1809 után) | Balogh Mózes (?–1809 után) | Balogh Mózes (?–1809 után) |  |  | Balogh Ábrahám (?) abaújszántói ref. lelkész | Balogh Ábrahám (?) abaújszántói ref. lelkész | Balogh Ábrahám (?) abaújszántói ref. lelkész | Balogh Ábrahám (?) abaújszántói ref. lelkész | Balogh Ábrahám (?) abaújszántói ref. lelkész  | Balogh Ábrahám (?) abaújszántói ref. lelkész  |                                               |                                               | Balogh Dániel (1780–?) nagyszöllősi ref. lelkész | Balogh Dániel (1780–?) nagyszöllősi ref. lelkész | Balogh Dániel (1780–?) nagyszöllősi ref. lelkész | Balogh Dániel (1780–?) nagyszöllősi ref. lelkész | Balogh Dániel (1780–?) nagyszöllősi ref. lelkész | Balogh Dániel (1780–?) nagyszöllősi ref. lelkész |                                     |                                     |                                     |                                     |  |  |                                           |                                           |                                           |                                           |                                           |                                           |  |  |  |  |  |  |  |  |  |  |  |  |  |  |  |  |  |  |  |  |  |  |  |  |  |  |  |  |  |  |
|                                 |                                 |                                 |                                 |                                   |                                   |                                   |                                   |                                   |                                   |                                  |                                  |                                                                |                                                                |                                                                |                                                                | Balogh Mózes (?–1809 után)                                     | Balogh Mózes (?–1809 után)                                     | Balogh Mózes (?–1809 után) | Balogh Mózes (?–1809 után) | Balogh Mózes (?–1809 után) | Balogh Mózes (?–1809 után) |  |  | Balogh Ábrahám (?) abaújszántói ref. lelkész | Balogh Ábrahám (?) abaújszántói ref. lelkész | Balogh Ábrahám (?) abaújszántói ref. lelkész | Balogh Ábrahám (?) abaújszántói ref. lelkész | Balogh Ábrahám (?) abaújszántói ref. lelkész  | Balogh Ábrahám (?) abaújszántói ref. lelkész  |                                               |                                               | Balogh Dániel (1780–?) nagyszöllősi ref. lelkész | Balogh Dániel (1780–?) nagyszöllősi ref. lelkész | Balogh Dániel (1780–?) nagyszöllősi ref. lelkész | Balogh Dániel (1780–?) nagyszöllősi ref. lelkész | Balogh Dániel (1780–?) nagyszöllősi ref. lelkész | Balogh Dániel (1780–?) nagyszöllősi ref. lelkész |                                     |                                     |                                     |                                     |  |  |                                           |                                           |                                           |                                           |                                           |                                           |  |  |  |  |  |  |  |  |  |  |  |  |  |  |  |  |  |  |  |  |  |  |  |  |  |  |  |  |  |  |
|                                 |                                 |                                 |                                 |                                   |                                   |                                   |                                   |                                   |                                   |                                  |                                  |                                                                |                                                                |                                                                |                                                                |                                                                |                                                                |                            |                            |                            |                            |  |  |                                              |                                              |                                              |                                              |                                               |                                               |                                               |                                               |                                                  |                                                  |                                                  |                                                  |                                                  |                                                  |                                     |                                     |                                     |                                     |  |  |                                           |                                           |                                           |                                           |                                           |                                           |  |  |  |  |  |  |  |  |  |  |  |  |  |  |  |  |  |  |  |  |  |  |  |  |  |  |  |  |  |  |
|                                 |                                 |                                 |                                 |                                   |                                   |                                   |                                   | Balogh Pál (1794–1867) orvos      | Balogh Pál (1794–1867) orvos      | Balogh Pál (1794–1867) orvos     | Balogh Pál (1794–1867) orvos     | Balogh Pál (1794–1867) orvos                                   | Balogh Pál (1794–1867) orvos                                   |                                                                |                                                                |                                                                |                                                                |                            |                            |                            |                            |  |  |                                              |                                              |                                              |                                              | Balogh Sámuel (1796–1867) serkei ref. lelkész | Balogh Sámuel (1796–1867) serkei ref. lelkész | Balogh Sámuel (1796–1867) serkei ref. lelkész | Balogh Sámuel (1796–1867) serkei ref. lelkész | Balogh Sámuel (1796–1867) serkei ref. lelkész    | Balogh Sámuel (1796–1867) serkei ref. lelkész    |                                                  |                                                  | Balogh József (1797–1884) költő                  | Balogh József (1797–1884) költő                  | Balogh József (1797–1884) költő     | Balogh József (1797–1884) költő     | Balogh József (1797–1884) költő     | Balogh József (1797–1884) költő     |  |  | Balog Ferenc (1801–?) Gömör megye ügyésze | Balog Ferenc (1801–?) Gömör megye ügyésze | Balog Ferenc (1801–?) Gömör megye ügyésze | Balog Ferenc (1801–?) Gömör megye ügyésze | Balog Ferenc (1801–?) Gömör megye ügyésze | Balog Ferenc (1801–?) Gömör megye ügyésze |  |  |  |  |  |  |  |  |  |  |  |  |  |  |  |  |  |  |  |  |  |  |  |  |  |  |  |  |  |  |
|                                 |                                 |                                 |                                 |                                   |                                   |                                   |                                   | Balogh Pál (1794–1867) orvos      | Balogh Pál (1794–1867) orvos      | Balogh Pál (1794–1867) orvos     | Balogh Pál (1794–1867) orvos     | Balogh Pál (1794–1867) orvos                                   | Balogh Pál (1794–1867) orvos                                   |                                                                |                                                                |                                                                |                                                                |                            |                            |                            |                            |  |  |                                              |                                              |                                              |                                              | Balogh Sámuel (1796–1867) serkei ref. lelkész | Balogh Sámuel (1796–1867) serkei ref. lelkész | Balogh Sámuel (1796–1867) serkei ref. lelkész | Balogh Sámuel (1796–1867) serkei ref. lelkész | Balogh Sámuel (1796–1867) serkei ref. lelkész    | Balogh Sámuel (1796–1867) serkei ref. lelkész    |                                                  |                                                  | Balogh József (1797–1884) költő                  | Balogh József (1797–1884) költő                  | Balogh József (1797–1884) költő     | Balogh József (1797–1884) költő     | Balogh József (1797–1884) költő     | Balogh József (1797–1884) költő     |  |  | Balog Ferenc (1801–?) Gömör megye ügyésze | Balog Ferenc (1801–?) Gömör megye ügyésze | Balog Ferenc (1801–?) Gömör megye ügyésze | Balog Ferenc (1801–?) Gömör megye ügyésze | Balog Ferenc (1801–?) Gömör megye ügyésze | Balog Ferenc (1801–?) Gömör megye ügyésze |  |  |  |  |  |  |  |  |  |  |  |  |  |  |  |  |  |  |  |  |  |  |  |  |  |  |  |  |  |  |
|                                 |                                 |                                 |                                 |                                   |                                   |                                   |                                   |                                   |                                   |                                  |                                  |                                                                |                                                                |                                                                |                                                                |                                                                |                                                                |                            |                            |                            |                            |  |  |                                              |                                              |                                              |                                              |                                               |                                               |                                               |                                               |                                                  |                                                  |                                                  |                                                  |                                                  |                                                  |                                     |                                     |                                     |                                     |  |  |                                           |                                           |                                           |                                           |                                           |                                           |  |  |  |  |  |  |  |  |  |  |  |  |  |  |  |  |  |  |  |  |  |  |  |  |  |  |  |  |  |  |
| Balogh Zoltán (1833–1878) költő | Balogh Zoltán (1833–1878) költő | Balogh Zoltán (1833–1878) költő | Balogh Zoltán (1833–1878) költő | Balogh Zoltán (1833–1878) költő   | Balogh Zoltán (1833–1878) költő   |                                   |                                   | Balogh Tihamér (1838–1907) orvos  | Balogh Tihamér (1838–1907) orvos  | Balogh Tihamér (1838–1907) orvos | Balogh Tihamér (1838–1907) orvos | Balogh Tihamér (1838–1907) orvos                               | Balogh Tihamér (1838–1907) orvos                               |                                                                |                                                                | Albin (1846–?)                                                 | Albin (1846–?)                                                 | Albin (1846–?)             | Albin (1846–?)             | Albin (1846–?)             | Albin (1846–?)             |  |  | Béla (1828–1892) putnoki ref. lelkész        | Béla (1828–1892) putnoki ref. lelkész        | Béla (1828–1892) putnoki ref. lelkész        | Béla (1828–1892) putnoki ref. lelkész        | Béla (1828–1892) putnoki ref. lelkész         | Béla (1828–1892) putnoki ref. lelkész         |                                               |                                               | Sámuel (1840–1899) adófőfelügyelő                | Sámuel (1840–1899) adófőfelügyelő                | Sámuel (1840–1899) adófőfelügyelő                | Sámuel (1840–1899) adófőfelügyelő                | Sámuel (1840–1899) adófőfelügyelő                | Sámuel (1840–1899) adófőfelügyelő                |                                     |                                     |                                     |                                     |  |  |                                           |                                           |                                           |                                           |                                           |                                           |  |  |  |  |  |  |  |  |  |  |  |  |  |  |  |  |  |  |  |  |  |  |  |  |  |  |  |  |  |  |
| Balogh Zoltán (1833–1878) költő | Balogh Zoltán (1833–1878) költő | Balogh Zoltán (1833–1878) költő | Balogh Zoltán (1833–1878) költő | Balogh Zoltán (1833–1878) költő   | Balogh Zoltán (1833–1878) költő   |                                   |                                   | Balogh Tihamér (1838–1907) orvos  | Balogh Tihamér (1838–1907) orvos  | Balogh Tihamér (1838–1907) orvos | Balogh Tihamér (1838–1907) orvos | Balogh Tihamér (1838–1907) orvos                               | Balogh Tihamér (1838–1907) orvos                               |                                                                |                                                                | Albin (1846–?)                                                 | Albin (1846–?)                                                 | Albin (1846–?)             | Albin (1846–?)             | Albin (1846–?)             | Albin (1846–?)             |  |  | Béla (1828–1892) putnoki ref. lelkész        | Béla (1828–1892) putnoki ref. lelkész        | Béla (1828–1892) putnoki ref. lelkész        | Béla (1828–1892) putnoki ref. lelkész        | Béla (1828–1892) putnoki ref. lelkész         | Béla (1828–1892) putnoki ref. lelkész         |                                               |                                               | Sámuel (1840–1899) adófőfelügyelő                | Sámuel (1840–1899) adófőfelügyelő                | Sámuel (1840–1899) adófőfelügyelő                | Sámuel (1840–1899) adófőfelügyelő                | Sámuel (1840–1899) adófőfelügyelő                | Sámuel (1840–1899) adófőfelügyelő                |                                     |                                     |                                     |                                     |  |  |                                           |                                           |                                           |                                           |                                           |                                           |  |  |  |  |  |  |  |  |  |  |  |  |  |  |  |  |  |  |  |  |  |  |  |  |  |  |  |  |  |  |
|                                 |                                 |                                 |                                 |                                   |                                   |                                   |                                   |                                   |                                   |                                  |                                  |                                                                |                                                                |                                                                |                                                                |                                                                |                                                                |                            |                            |                            |                            |  |  |                                              |                                              |                                              |                                              |                                               |                                               |                                               |                                               |                                                  |                                                  |                                                  |                                                  |                                                  |                                                  |                                     |                                     |                                     |                                     |  |  |                                           |                                           |                                           |                                           |                                           |                                           |  |  |  |  |  |  |  |  |  |  |  |  |  |  |  |  |  |  |  |  |  |  |  |  |  |  |  |  |  |  |
|                                 |                                 |                                 |                                 | Balogh Loránd (1869–1945) építész | Balogh Loránd (1869–1945) építész | Balogh Loránd (1869–1945) építész | Balogh Loránd (1869–1945) építész | Balogh Loránd (1869–1945) építész | Balogh Loránd (1869–1945) építész |                                  |                                  | Balogh Elemér (1871–1938) a Hangya Szövetkezet vezérigazgatója | Balogh Elemér (1871–1938) a Hangya Szövetkezet vezérigazgatója | Balogh Elemér (1871–1938) a Hangya Szövetkezet vezérigazgatója | Balogh Elemér (1871–1938) a Hangya Szövetkezet vezérigazgatója | Balogh Elemér (1871–1938) a Hangya Szövetkezet vezérigazgatója | Balogh Elemér (1871–1938) a Hangya Szövetkezet vezérigazgatója |                            |                            |                            |                            |  |  |                                              |                                              |                                              |                                              | József (1875–?) tüzérfőhadnagy                | József (1875–?) tüzérfőhadnagy                | József (1875–?) tüzérfőhadnagy                | József (1875–?) tüzérfőhadnagy                | József (1875–?) tüzérfőhadnagy                   | József (1875–?) tüzérfőhadnagy                   |                                                  |                                                  | Aladár (1880–?) méneskari főhadnagy              | Aladár (1880–?) méneskari főhadnagy              | Aladár (1880–?) méneskari főhadnagy | Aladár (1880–?) méneskari főhadnagy | Aladár (1880–?) méneskari főhadnagy | Aladár (1880–?) méneskari főhadnagy |  |  |                                           |                                           |                                           |                                           |                                           |                                           |  |  |  |  |  |  |  |  |  |  |  |  |  |  |  |  |  |  |  |  |  |  |  |  |  |  |  |  |  |  |
|                                 |                                 |                                 |                                 | Balogh Loránd (1869–1945) építész | Balogh Loránd (1869–1945) építész | Balogh Loránd (1869–1945) építész | Balogh Loránd (1869–1945) építész | Balogh Loránd (1869–1945) építész | Balogh Loránd (1869–1945) építész |                                  |                                  | Balogh Elemér (1871–1938) a Hangya Szövetkezet vezérigazgatója | Balogh Elemér (1871–1938) a Hangya Szövetkezet vezérigazgatója | Balogh Elemér (1871–1938) a Hangya Szövetkezet vezérigazgatója | Balogh Elemér (1871–1938) a Hangya Szövetkezet vezérigazgatója | Balogh Elemér (1871–1938) a Hangya Szövetkezet vezérigazgatója | Balogh Elemér (1871–1938) a Hangya Szövetkezet vezérigazgatója |                            |                            |                            |                            |  |  |                                              |                                              |                                              |                                              | József (1875–?) tüzérfőhadnagy                | József (1875–?) tüzérfőhadnagy                | József (1875–?) tüzérfőhadnagy                | József (1875–?) tüzérfőhadnagy                | József (1875–?) tüzérfőhadnagy                   | József (1875–?) tüzérfőhadnagy                   |                                                  |                                                  | Aladár (1880–?) méneskari főhadnagy              | Aladár (1880–?) méneskari főhadnagy              | Aladár (1880–?) méneskari főhadnagy | Aladár (1880–?) méneskari főhadnagy | Aladár (1880–?) méneskari főhadnagy | Aladár (1880–?) méneskari főhadnagy |  |  |                                           |                                           |                                           |                                           |                                           |                                           |  |  |  |  |  |  |  |  |  |  |  |  |  |  |  |  |  |  |  |  |  |  |  |  |  |  |  |  |  |  |